# ديجيمون ستوري: سايبر سلوث- هكرز ميموري
ديجيمون ستوري: سايبر سلوث- هكرز ميموري (بالإنجليزية:Digimon Story: Cyber Sleuth – Hacker's Memory)، هي لعبة فيديو من نوع تقمص الأدوار، حيث صدرت اللعبة في الأسواق اليابانية سنة 2017، ومن ثم إصدار اللعبة في دول العالم سنتي 2018 و2019، وهي من تطوير ستوديو ميديا فيجن، ومن الناشر بانداي نامكو إنترتينمنت، وتعمل لمنصات بلاي ستيشن 4، بلاي ستيشن فيتا، نينتندو سويتش ومايكروسوفت ويندوز.

## الموقع الخارجي
الموقع الرسمي
 (الإنكليزية)